# Kikfuini
Kikfuini est une localité du Cameroun située dans la commune de Njinikom et le département du Boyo.

## Population
Lors du recensement de 2005, on a dénombré 2 489 habitants.
Une étude locale de 2011 estimait la population à 3 006 personnes.